# Neoterebra concava
Neoterebra concava é uma espécie de gastrópode do gênero Neoterebra, pertencente a família Terebridae.